# Celso Freitas
Celso Freitas (Criciúma, 18 de septiembre de 1953) es un periodista, locutor y presentador de televisión brasileño. Freitas es conocido por su voz fuerte y grave.

## Biografía

### Comienzo en el periodismo local
Se graduó en periodismo por la Faculdade de Comunicação Social Cásper Líbero. Comenzó su carrera como estagiario a los 16 años, en la radio Eldorado de Criciúma, interpretando comerciales. Fue radioescucha en la radio Difusora y, posteriormente, pasó por las radios Colon de Joinville, Diário da Manhã y Guarujá, en Florianópolis. Sirviendo en la Policía del Ejército, en Brasilia, llamó atención por su voz al ser entrevistado en la radio Nacional y acabó contratado por TV Globo Brasília. Antes de concluir el servicio militar, Freitas ya presentaba la parte local de Jornal Nacional. Era el comienzo de la profesionalización del teleperiodismo brasileño y Celso fue dirigido por Armando Nogueira y estagiario de Heron Domingues. Permaneció en Brasilia hasta 1976, cuando fue transferido para TV Globo São Paulo, conduciendo los bloques locales de Jornal Nacional (después Jornal das Sete, embrión de SPTV) y de Jornal Hoje.

### Jornal Nacional,FantásticoyGlobo Repórter

#### Dúo con Cid Moreira
En 1983, sucediendo a Sérgio Chapelin, pasó a formar dúo con Cid Moreira en Jornal Nacional. En una década marcada por grandes transformaciones en el mundo y en Brasil, Celso notició en JN acontecimientos como la descubierta y los despliegues de la AIDS, el accidente nuclear de Chernobyl (1986), la explosión de la nave Challenger (1986), las Directas Ya, el fin de la dictadura militar, la elección, agonía y muerte del presidente electo Tancredo Neves, la redemocratización y la promulgación de la Constitución.

#### Ediciones históricas deFantástico
En 1989, Freitas dejó la presentación de Jornal Nacional para ser titular de Fantástico y de Globo Repórter, atracciones que ya había conducido diversas veces. Fue un período marcado por cambios editoriales en ambos los programas, que pasaron a focar más en problemas urbanos y a las denuncias y investigaciones. En Fantástico, Celso dividió la presentación con diversos colegas, como Dóris Giesse, Carolina Ferraz, Paula Saldanha, William Bonner y Valéria Monteiro.
En 1992, Fátima Bernardes y Sandra Annenberg pasan a formar trío con Celso en Fantástico. En el período que presentaron juntos, el programa cambió de formato, pasó a usar más recursos de computación gráfica, ganó presentación más suelta y, por primera vez, extinguió la bancada. Ellos condujeron algunas de las ediciones más marcantes de la historia de Fantástico: del primer oro olímpico del voleibol brasileño (1992), de la tragedia con Ayrton Senna en Imola (1994), del tetra de la Selección de Fútbol de Brasil (1994) y del accidente fatal con los integrantes de la banda Mamonas Assassinas (1996).
"La muerte de Ayrton Senna choca Brasil. El país pierde un de los mayores ídolos de la historia del deporte", anunció Celso en un de los flashes de Fantástico emitidos en la tarde dei 1 de mayo de 1994. En aquél domingo, por primera vez, Fantástico - que es preparado durante la semana, tuvo que ser totalmente rehecho. En la entrada, Celso dijo: "Así, de la manera que siempre vivió, sin miedo del peligro, rumbo a una nueva victoria, el tricampeón Ayrton Senna da Silva encontró la muerte a los 34 años de edad".
El 3 de marzo de 1996, Celso abrió Fantástico anunciando: "Brasil amaneció más triste hoy. Están muertos todos los integrantes de la irreverente banda Mamonas Assassinas, el mayor fenómeno de la historia reciente de la música brasileña".

#### Otros programas
Freitas permaneció en la presentación de Fantástico y de Globo Repórter hasta 1996, cuando pasó a integrar el equipo que inauguró GloboNews, el primer canal brasileño exclusivamente de noticias, conduciendo Arquivo N y Via Brasil, donde se quedó por ocho años. En TV Globo, presentó el programa Você Decide entre 1998 y 1999. Desde entonces, Celso pasó a dividir con Cid Moreira la locución de las entradas y reportajes especiales de Fantástico, como en las coberturas del penta de la selección brasileña y de la elección de Lula como Presidente, en 2002. También grabó algunos discos con partes de la Biblia con Cid Moreira.
En la década de 1990, paralelamente a la carrera de presentador de TV Globo, Celso creó, produjo y condujo programas como Hipermídia, emitido por el canal GNT, un de los primeros a tratar de informatica en la televisión brasileña. Otro programa creado por Freitas fue Tribos e Trilhas, sobre turismo, en asociación con la reportera Neide Duarte, emitido por TV Cultura. En la misma época, Freitas fue la "voz estándar" de la radio CBN, dando voz a las entradas, cortinas y promos de la emisora.

### Domingo EspetacularyJornal da Record
En 2004, Celso se desligó de TV Glono después de tres décadas después de aceptar invitación de TV Record. Fue el primer gran nombre de una carga de profesionales de Globo contratados por Record con la meta de implantar un estándar de calidad en la emisora y quitarle la audiencia a la concurriente. Domingo Espetacular, 'revista electrónica' basada en Fantástico, debutó el 18 de abril con la conducción de Celso y Lorena Calábria y dirección de Carlos Amorim.
Dos años después, Freitas dejó Domingo Espetacular y pasó a presentar Jornal da Record el 30 de enero de 2006, reemplazando a Bóris Casoy. A lo largo de casi dos décadas delante del principal noticiero de la emisora, formó dúos con Adriana Araújo (2006-2009/2013-2020), Ana Paula Padrão (2009-2013) y Christina Lemos (desde 2020). En este período, JR se consolidó como el segundo noticiero de red con mayor audiencia en el horario nobre en Brasil. En JR, Celso entrevistó a presidentes brasileños y sus adversarios en elecciones, y comandó in loco en la elección y investidura de Barack Obama (2008/2009) - el primer presidente negro de Estados Unidos, y en los Juegos Panamericanos de 2007, en Río de Janeiro.

#### Ediciones históricas deJornal da Record
En la bancada de Jornal da Record, Celso fue la voz de ediciones marcantes, como de los ataques de facciones criminales en São Paulo (2006), de los accidentes con los aviones de Gol (2006), de TAM (2007) y de Chapecoense (2016), de los casos Eloá y Isabela Nardoni (2008), de las inundaciones en Santa Catarina (2008), de la elección (2009) y realización (2016) de los Juegos Olímpicos de Río de Janeiro, de la crisis financiera mundial (2008), de los desastres naturales en Río de Janeiro (2010), de los ataques violentos y la ocupación policial de favelas en Río de Janeiro (2010), del masacre de Realengo (2011), del terremoto, tsunami y accidente nuclear en Japón (2011), del incendio en la boate Kiss (2013), de la renuncia del papa Bento XVI y elección de Francisco (2013), de los protestos de junio en Brasil (2013), de la Operación Lava-Jato (2014-2021), del impeachment de Dilma Rousseff (2016), del primer oro olímpico de la Selección de Fútbol de Brasil (2016), de la prisión de Luiz Inácio Lula da Silva (2018), de las muertes de los amigos y colegas de emisora Marcelo Rezende (2017), Paulo Henrique Amorim (2019) y Gugu Liberato (2019), del ascenso y queda de Donald Trump y Jair Bolsonaro, de los ataques al Capitolio de los Estados Unidos (2021) y a las sedes de los Tres Poderes de Brasil (2023).

#### Pandemia de Covid-19
En los primeros meses de 2020, Freitas llegó a noticiar en Jornal da Record la diseminación de un "virus misterioso"/"nuevo coronavirus" por China, Europa y Estados Unidos, los primeros casos y muertes en Brasil, hasta la decretación por OMS de la pandemia de Covid-19 en marzo, cuando Celso fue alejado por integrar el grupo de riesgo de personas con más de 60 años de edad. Se quedó alejado de la televisión, pero trabajó en home office para las plataformas digitales de la emisora. En agosto de 2021, Freitas volvió definitivamente a la bancada después de tomar las dos dosis de la vacuna.

#### Otros trabajos en Grupo Record
Paralelamente a Jornal da Record, entre 2020 y 2025, condujo JR 15 Minutos, podcast que aborda asuntos de forma aprofundada, con participación de un reportero y un especialista invitados. En 2022, Freitas presentó el podcast/videocast 100 Anos do Rádio no Brasil (100 Años del Radio en Brasil). También ya acumuló la función de presentador de Jornal da Record con la de Repórter Record (2005-2008), de Entrevista Record - Bastidores da Notícia en Record News (2007-2012) y especiales de final de año. Fue mediador de todos los debates presidenciales de Record desde 2006. Freitas también comandó como maestro de ceremonias las inauguraciones de Record News (2007) - primer canal de noticias de la televisión abierta brasileña, y del sitio R7.com (2009).
El 11 de marzo de 2025, Record anunció la salida de Celso de la emisora después de 21 años. "Cerramos una sociedad profesional que se quedará eternamente marcada con caríño y respeto en la historia de Record", dijo la emisora.

## Vida personal
Está casado con la administradora Suely de Freitas, madre de su hija Juliana. También es padre de Marcelo, Renato y Luiz Celso, de su primer matrimonio, cuando tenía 18 años. Su hijo Marcelo Freitas murió el 20 de agosto de 2018, a los 45 años, de un infarto.